# Athiasella stefani
Athiasella stefani är en spindeldjursart som beskrevs av Bruce Halliday 200. Athiasella stefani ingår i släktet Athiasella och familjen Ologamasidae. Inga underarter finns listade.